# То, Тони
Тони То (англ. Tony To) — продюсер и режиссёр телевидения и нынешний президент производства и развития в Lucasfilm. Он известен как продюсер и режиссёр мини-сериала канала HBO «Братья по оружию», за который он выиграл премию «Эмми». То позже вернулся, чтобы стать продюсером и режиссёром мини-сериала компаньона 2010 года, «Тихий океан». Он также был режиссёром сериалов «Доктор Хаус» «Жестокое царство». До его позиции в Lucasfilm, То был исполнительным вице-президентом в The Walt Disney Studios.

## Фильмография
- Тихий океан / The Pacific (ТВ) (2010)
- Доктор Хаус / House, M.D. (ТВ) (2006)
- Братья по оружию / Band of Brothers (ТВ) (2001)
- Жестокое царство / Harsh Realm (ТВ) (2000)